# Campeonato do Mundo de Polo de 2011
O Campeonato do Mundo de Polo de 2011 foi a nona edição do maior torneio de polo do mundo, disputado em Estancia Grande, província de São Luís, Argentina, de 10 a 21 de Outubro de 2011. Foi a segunda vez que a Argentina sediou o torneio, a outra vez foi em Buenos Aires, em 1997 e assim como em 1987, a seleção da casa levou o título, ao bater o Brasil na final pelo placar de 12-11, conquistando o seu quarto título mundial. Este evento reuniu dez equipes de todo o mundo e teve como sede o Polo Club Estancia Grande, próximo à cidade de São Luís, Argentina.

## Qualificação
Um total de 10 vagas foram oferecidas para o torneio, duas a mais que o torneio anterior. A seleção do Chile por ser a defensora do título e a da Argentina por ser sede do torneio, não participaram dos torneios qualificatórios e qualificaram-se automaticamente.
As oito vagas restantes para o torneio foram definidas através de torneios qualificatórios divididos por zonas.
|                 | América do Norte e Central                                  | América do Sul                       | Europa                                                    | África, Ásia e Oceania                                                              |
| --------------- | ----------------------------------------------------------- | ------------------------------------ | --------------------------------------------------------- | ----------------------------------------------------------------------------------- |
| Sede do torneio | Dominicana                                                  | São Paulo, Brasil                    | Itália                                                    | Malásia                                                                             |
| Participantes   | - Canadá - Estados Unidos - Guatemala - México - Dominicana | - Brasil - Colômbia - Peru - Uruguai | - Alemanha - França - Inglaterra - Itália - Países Baixos | - África do Sul - Austrália - Índia - Malásia - Nigéria - Nova Zelândia - Paquistão |
| Qualificados    | - Estados Unidos - México                                   | - Brasil                             | - Inglaterra - Itália                                     | - Austrália - Índia - Paquistão                                                     |

## Campeonato
Classificadas as 10 equipas, elas foram alocadas em dois grupos com 5 participantes cada. Dentro de cada grupo cada time jogaria uma partida contra os demais do grupo, o melhor colocado de um grupo enfrentaria o melhor do outro grupo na disputa pelo título, os segundos colocados de cada grupo se enfrentariam para definir o terceiro e quarto colocados, os demais times estariam eliminados do torneio.

### Grupo A
| Pos | Equipe    | J | V | D | GP | GC | SG  | Pts | Classificado      |
| --- | --------- | - | - | - | -- | -- | --- | --- | ----------------- |
| 1   | Argentina | 4 | 4 | 0 | 52 | 30 | +22 | 8   | Final             |
| 2   | Itália    | 4 | 3 | 1 | 45 | 33 | +12 | 6   | Decisão do bronze |
| 3   | Índia     | 4 | 1 | 3 | 42 | 48 | −6  | 2   |                   |
| 4   | México    | 4 | 1 | 3 | 32 | 41 | −9  | 2   |                   |
| 5   | Paquistão | 4 | 1 | 3 | 35 | 54 | −19 | 2   |                   |

| 10 de outubro |  | Argentina | 13–6 | México | Estancia Grande Polo Club, São Luís |

| 10 de outubro |  | Paquistão | 6–17 | Itália | Estancia Grande Polo Club, São Luís |

| 12 de outubro |  | Argentina | 17–8 | Paquistão | Estancia Grande Polo Club, São Luís |

| 12 de outubro |  | México | 9–11 | Índia | Estancia Grande Polo Club, São Luís |

| 14 de outubro |  | Índia | 12–13 | Itália | Estancia Grande Polo Club, São Luís |

| 14 de outubro |  | Paquistão | 9–10 | México | Estancia Grande Polo Club, São Luís |

| 16 de outubro |  | Índia | 10–12 | Paquistão | Estancia Grande Polo Club, São Luís |

| 16 de outubro |  | Argentina | 8–7 | Itália | Estancia Grande Polo Club, São Luís |

| 18 de outubro |  | México | 7–8 | Itália | Estancia Grande Polo Club, São Luís |

| 18 de outubro |  | Argentina | 14–9 | Índia | Estancia Grande Polo Club, São Luís |

### Grupo B
| Pos | Equipe         | J | V | D | GP | GC | SG  | Pts | Classificado      |
| --- | -------------- | - | - | - | -- | -- | --- | --- | ----------------- |
| 1   | Brasil         | 4 | 4 | 0 | 49 | 34 | +15 | 8   | Final             |
| 2   | Inglaterra     | 4 | 3 | 1 | 44 | 32 | +12 | 6   | Decisão do bronze |
| 3   | Austrália      | 4 | 2 | 2 | 35 | 41 | −6  | 4   |                   |
| 4   | Chile          | 4 | 1 | 3 | 31 | 42 | −11 | 2   |                   |
| 5   | Estados Unidos | 4 | 0 | 4 | 24 | 34 | −10 | 0   |                   |

| 11 de outubro |  | Brasil | 11–5 | Estados Unidos | Estancia Grande Polo Club, São Luís |

| 11 de outubro |  | Chile | 7–13 | Inglaterra | Estancia Grande Polo Club, São Luís |

| 13 de outubro |  | Estados Unidos | 5–7 | Inglaterra | Estancia Grande Polo Club, São Luís |

| 13 de outubro |  | Brasil | 11–8 | Austrália | Estancia Grande Polo Club, São Luís |

| 15 de outubro |  | Austrália | 5–10 | Inglaterra | Estancia Grande Polo Club, São Luís |

| 15 de outubro |  | Chile | 6–5 | Estados Unidos | Estancia Grande Polo Club, São Luís |

| 17 de outubro |  | Brasil | 12–7 | Chile | Estancia Grande Polo Club, São Luís |

| 17 de outubro |  | Austrália | 10–9 | Estados Unidos | Estancia Grande Polo Club, São Luís |

| 19 de outubro |  | Austrália | 12–11 | Chile | Estancia Grande Polo Club, São Luís |

| 19 de outubro |  | Brasil | 15–14 | Inglaterra | Estancia Grande Polo Club, São Luís |

## Fase final
Decisão do bronze
| 21 de outubro |  | Itália | 9–7 | Inglaterra | Estancia Grande Polo Club, São Luís |

Final
| 21 de outubro |  | Argentina | 12–11 | Brasil | Estancia Grande Polo Club, São Luís |

## Premiação
| VII Campeonato do Mundo de Polo · Argentina · Quarto título | Pablo Llorente (Handicap 4) Alfredo Capella (Handicap 4) Martin Inchauspe (Handicap 5) Salvador Jauretche (Handicap 1) |

| Posição | Equipa         |
| ------- | -------------- |
| 2       | Brasil         |
| 3       | Itália         |
| 4       | Inglaterra     |
| 5       | Austrália      |
| 6       | Índia          |
| 7       | México         |
| 8       | Chile          |
| 9       | Paquistão      |
| 10      | Estados Unidos |